# Une libellule pour chaque mort
Pour plus de détails, voir Fiche technique et Distribution.
Une libellule pour chaque mort (Una libélula para cada muerto) est un giallo espagnol réalisé par León Klimovsky, sorti en 1974.

## Synopsis
L'inspecteur Scaporella doit élucider une affaire qui assombrit encore les bas-fonds de Milan : un assassin vêtu de rouge qui semble vouloir éliminer les dealers, les prostituées et les homosexuels, et qui pose auprès de ses victimes une libellule ! L'inspecteur doit d'autant plus se dépêcher que sa femme Silvana, après le meurtre de l'un de ses amis gay du milieu de la mode, se met en tête de trouver l'assassin avant son époux... Le tueur en série semble être investi d'une mission purificatrice, le poussant à éliminer tous les immoraux qui peuplent les bas-fonds de la cité italienne. Alors que sa femme enquête de son côté, Scaporella recherche le coupable dans le milieu néo-nazi. Mais seul l'indice de la libellule peut les mener vers le meurtrier...

## Fiche technique
- Titre original : Una libélula para cada muerto
- Titre français : Une libellule pour chaque mort
- Réalisation : León Klimovsky
- Scénario : Ricardo Muñoz Suay
- Montage : Antonio Ramírez de Loaysa
- Photographie : Miguel Fernández Mila
- Société de production : Profilmes
- Pays de production :  Espagne
- Langue originale : espagnol
- Format : couleur
- Genre : giallo
- Durée: 85 min
- Date de sortie :
  - Espagne : 17 novembre 1974

## Distribution
- Paul Naschy : inspecteur Paolo Scaporella
- Erika Blanc : Silvana Scaporella
- Ángel Aranda : Pietro Volpini
- María Kosti : Ingrid
- Ricardo Merino : Edmundo
- Susana Mayo : Claudia Volpini
- Eduardo Calvo : le professeur Sandro Campitelli
- Ramón Centenero : Vittorio
- Mariano Vidal Molina : le commissaire de police
- José Canalejas : Ruggero
- Anne Marie
- Beni Deus
- César Varona (crédité comme Cesar De Barona)
- María Vidal : Lucia
- Juan Madrigal
- Ingrid Rabel : Giulia
- Juan Cazalilla
- Javier de Rivera
- Frances O'Flynn : Marie
- Rafael Albaicín
- Luis Alonso
- Antonio Mayans : un policier
- Ernesto Vañes

## Commentaires
- Ce film est souvent cité comme l'un des classiques du genre italien du giallo, bien que d'origine espagnole. Plus sombre dans l'image et violent dans le scénario que ses semblables italiens, il reste fidèle au genre marqué par le sexisme des années 1970, dont l'une des habitudes est d'exposer gratuitement le nu...
- Les caractères sont intrigants : le meurtrier (vêtu de rouge) marqué d'un traumatisme de la petite enfance, et décidant de nettoyer les bas-fonds ; l'inspecteur (joué par un Paul Naschy un peu étonnant pour ceux qui connaissent ses rôles habituels et particulièrement comme le loup-garou Waldemar Daninsky) aux méthodes musclées à l'égard de ses suspects, ce qui semble parfois purement gratuit par rapport au progrès de l'intrigue, mais est l'occasion d'exposer violence et nudité.
- Les extérieurs sont filmés à Milan, mais les intérieurs en Espagne, et Klimovsky manifeste là sa maîtrise qui remonte peut-être à ses habitudes de réalisation de westerns italo-espagnols dans les années 1960. L'atmosphère de décadence sociale et de corruption est excellemment rendue en haut et en bas de l'échelle.